# Guerre apache
Le guerre apache furono combattute durante la seconda metà del XIX secolo tra gli Stati Uniti e molte tribù stazionate oggi negli Stati Uniti sudoccidentali. A queste guerre parteciparono anche civili statunitensi e messicani.
Anche se minori per numero ed armamento, gli Apache riuscirono a resistere e ad affrontare le offensive militari, grazie alla loro buona conoscenza del terreno. In generale, l'avversione contro gli indigeni fu causata dai giornali e da coloro che erano interessati alle risorse della zona. Alcuni storici raggruppano gli Apache ed i Navajo poiché hanno un'origine comune, una lingua (l'athapascano) ed una cultura simile. Gli Stati Uniti si scontrarono con i Navajo e gli Apache (che si chiamano tra loro Inde, T`Inde, N`ne = "popolo") per il possesso delle terre e per cause commerciali.
Spesso i nativi americani erano provocati dai colonizzatori bianchi, da speculatori, o dalle politiche federali in via di sviluppo. Leader apache come Mangas Coloradas dei Coppermine Tchihende, Cuchillo Negro degli Warm Springs Tchihende, Mahko dei Bedonkohe Ndehndahe, Coleto Amarillo dei Nednhi Ndehndahe, Santana dei Sierra Blanca Sehende (noti anche come Sierra Blanca Mescaleros), Mateo e Verancia dei Sacramento Sehende (noti anche come Sacramento Mescaleros), Marco dei Guadalupe Iyutahende (noti anche come Guadalupe Mescaleros), Gomez dei Limpia Iyutahende (noti anche come Limpia Mescaleros), Cochise degli Tsokanende (noti anche come Chiricahuas), Nana della banda Warm Springs Tchihende, Delgadito della banda Coppermine Tchihende, Victorio della banda Warm Springs Tchihende, Loco della banda Coppermine Tchihende, Juh della banda Nednhi Ndehndahe, Geronimo dei Bedonkohe Ndehndahe, Chuntz dei Tonto, Delshay dei Tonto, condussero una incessante guerra e continui raid contro i non-apache e resistettero ai tentativi dei militari, condotti con la persuasione e l'inganno o con la forza, di deportarli in varie riserve.
Le guerre apache furono tra le prime e poi le ultime guerre indiane nonché, dal punto di vista delle risorse e delle perdite umane, il conflitto più pesante.

## Avvenimenti successivi alla guerra messico-statunitense

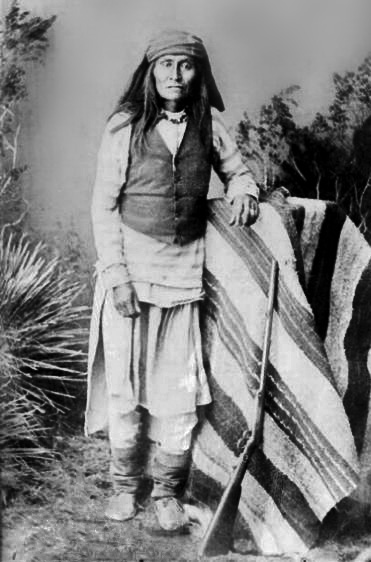
Mangus, figlio di Mangas Coloradas

Quando gli Stati Uniti entrarono in guerra contro il Messico, molte bande apache promisero di lasciar transitare in sicurezza i soldati statunitensi, attraverso i loro territori. Quando gli Stati Uniti nel 1846 ripresero possesso dei precedenti territori messicani, Mangas Coloradas, capo dei Coppermine Mimbreños e capo principale di tutti i Mimbreños (Tchihendeh), firmò un trattato di pace, rispettandoli come conquistatori delle terre messicane. Si trattò di un trattato non facile tra gli Apache e i nuovi colonizzatori degli USA, che con l'influenza delle miniere d'oro intorno alle Santa Rita Mountains portò al conflitto. Nel 1851, vicino a Pinos Altos, presso i campi minerari, Mangas Coloradas fu personalmente aggredito da un gruppo di minatori che lo legarono a un albero e lo frustarono fino a ridurlo in gravi condizioni. Simili incidenti continuarono, in violazione del trattato, portando a una rappresaglia degli Apache. 
Nella primavera 1857 fu organizzata una spedizione contro i Mogollones e i Coyoteros, affidando il comando delle operazioni al col. Benjamin L.E. de Bonneville, affiancato dal col. Dixon S. Miles e dal col. William W. Loring: raggiunto il Rio Gila e proseguendo lungo il Rio Mimbres nel Black Range, in una zona dove non si trovavano ostili, i Pueblos di Loring scoprirono e attaccarono un accampamento Mimbreño nel Canyon de Los Muertos Carneros: sei o sette Apache, tra cui Cuchillo Negro, capo degli Warmspring Mimbreños e secondo capo di tutti i Mimbreños (Tchihendeh), reduce da una scorreria ai danni dei Navaho con un bottino di circa 1 000 pecore, furono uccisi, nove donne e bambini catturati e alcuni capi di bestiame presi come bottino (25 maggio 1857). Circa un mese più tardi le colonne di Bonneville e Miles, con i Dragoni del cap. R. S. Ewell all'avanguardia, assalirono un accampamento Coyotero a circa 50 miglia dal Monte Graham, in Arizona, uccidendo o ferendo decine di Apache (27 giugno 1857); in varie occasioni i militari spararono contro i Mimbreños che mostravano la bandiera bianca, e Delgadito (secondo capo dei Coppermine Mimbreños, che nella stessa primavera si trasferì a Janos con 50 Mimbreños) ne informò l'agente indiano Michael Steck il quale poté solo consigliare gli Apache che non si erano recati in Messico di raggrupparsi intorno a Fort Thorn; i Coyoteros, tramite Steck, chiesero la pace (lo stesso Steck intercedette anche col comandante di Fort Defiance in favore della liberazione dei Coyoteros catturati durante la campagna, alcuni dei quali erano nel frattempo morti in prigionia) rinunciando alle incursioni nel Nuovo Messico, e il 2 settembre 1857 il capo Chino Peña si presentò all'agenzia; finalmente, nel settembre, le truppe di Bonneville fecero ritorno alle basi. Nel dicembre del 1860, 30 minatori sferrarono un attacco a sorpresa a un accampamento di Bedonkohes sulla sponda ovest del Mimbres River: in accordo con lo storico Edwin R. Sweeney, i minatori « [...] uccisero quattro indiani, e catturarono 13 donne e bambini». Seguirono ritorsioni da parte degli Apache, con raid contro cittadini statunitensi e le loro proprietà. Questo periodo a volte è chiamato "guerra apache". 
All'inizio del 1861, il tenente George N. Bascom e le truppe statunitensi attirarono Cochise, principale capo dei Chiricahua (Tsokanendeh), la sua famiglia e parecchi altri guerrieri in una trappola ad Apache Pass nell'Arizona meridionale: Cochise riuscì a scappare ma la sua famiglia e i guerrieri rimasero in cattività. I negoziati non ebbero successo e scoppiarono i combattimenti. Il Bascom Affair finì quando i fratelli di Cochise e altri guerrieri furono impiccati. Successivamente, sempre nel 1861, Mangas Coloradas e Cochise, suo genero, legati in alleanza, si accordarono per portare tutti gli anglo-americani fuori dai territori apache. Al loro fianco, insieme a capi coetanei dello stesso Cochise, quali Delgadito e Nana, già secondo capo degli Warmspring Mimbreños e luogotenente di Cuchillo Negro, o Francisco, capo degli Eastern White Mountain Coyoteros, combattevano giovani capi guerrieri come Victorio, Juh e il non ancora famoso Geronimo.
Sebbene la vittoria definitiva non fosse conseguita, la popolazione bianca fu via via sensibilmente ridotta per diversi anni durante la guerra civile americana. Nell'estate del 1862 Mangas Coloradas, dopo la guarigione da una ferita di pallottola al torace, incontrò un intermediario per stipulare una pace con gli statunitensi. Nel gennaio 1863 decise d'incontrarsi personalmente con i leader militari statunitensi a Fort McLane, vicino a Hurley nel sud del Nuovo Messico.
Mangas arrivò con una bandiera bianca di tregua per incontrare il generale di brigata Joseph Rodman West, un ufficiale della milizia californiana e futuro senatore della Louisiana. Alcuni soldati armati lo presero in custodia e viene riportato che West diede l'ordine di esecuzione alle guardie. Quella notte Mangas fu torturato con baionette arroventate, e quando si ribellò fu ucciso a fucilate. Il giorno seguente i soldati statunitensi gli tagliarono la testa, la bollirono e inviarono il cranio allo Smithsonian Institution. La mutilazione del corpo di Mangas ebbe l'unico effetto di aumentare l'ostilità tra gli Apache e gli Stati Uniti.

## Avvenimenti successivi alla guerra civile americana
La guerra civile americana occupò molti soldati del sud del Paese, incluso il generale James Henry Carleton, che decise di rimuovere i Navajos e gli Apache dalle riserve. Inizialmente il fine era rendere la valle del Rio Grande sicura per gli insediamenti e per fermare le incursioni contro i bianchi che attraversavano la zona. Nel tardo 1860, Carleton cominciò a costringere le varie bande di Apaches Mescalero nella riserva di Bosque Redondo. Carleton arruolò l'amico di un tempo dei Navajo, Kit Carson, per radunarli, e dopo aver distrutto i raccolti e il bestiame, inviarli sulla lunga via (The Long Walk) fino a Bosque Redondo. Soldati e civili perseguitarono varie bande di Apache per una varietà di ragioni tra gli anni sessanta e ottanta del XIX secolo.

## Victorio, Juh, Geronimo e l'ultima resistenza Apache

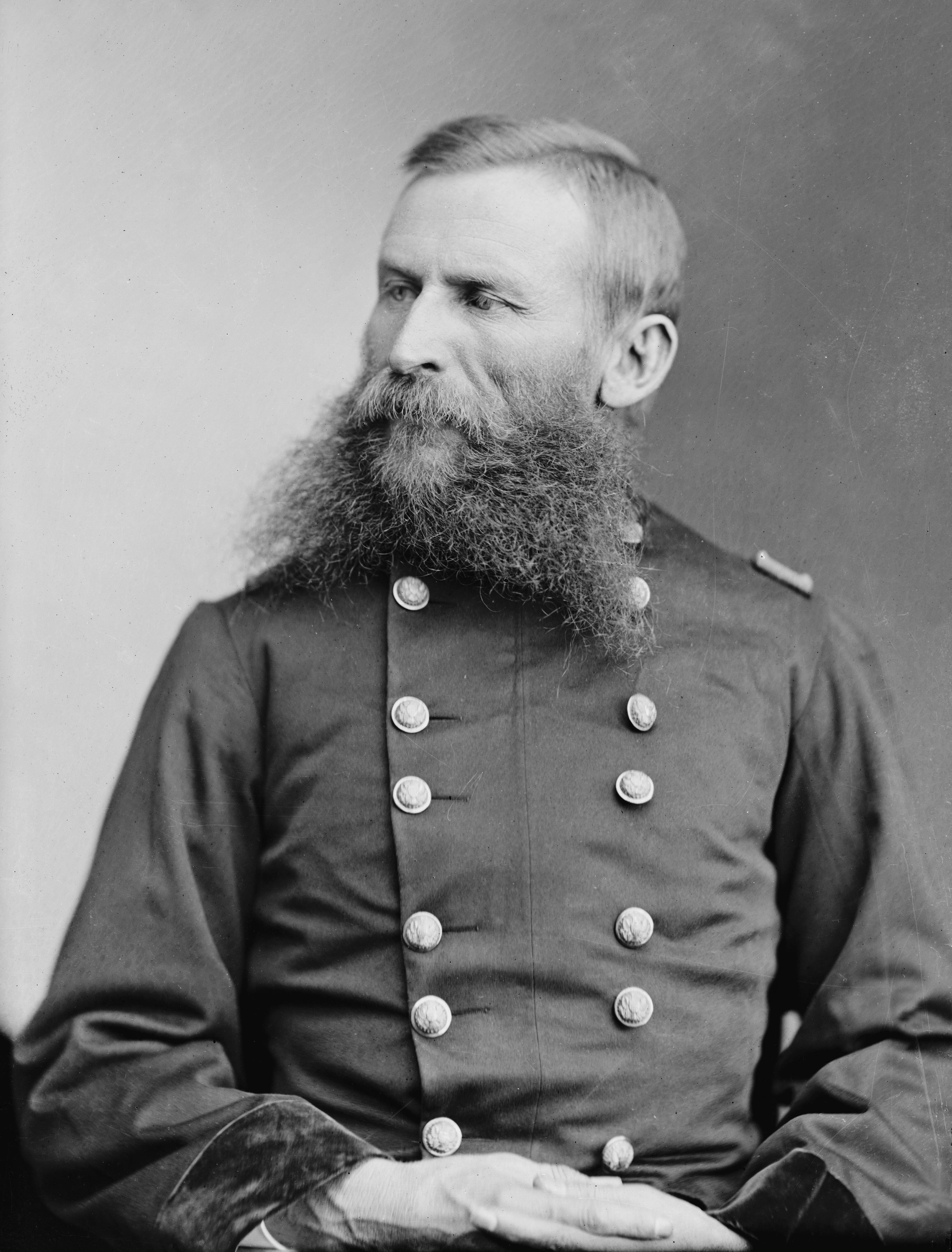
George Crook

Dopo ventidue anni di guerriglia, Cochise, capo indiscusso delle tribù Chiricahua, scelse di fare la pace ed accettò di insediarsi in una riserva nei Chiricahua Mountains. Poco tempo dopo Cochise morì, e il figlio maggiore Tahzay, sostenuto dallo zio Nahilzay, già principale luogotenente di Cochise, prese il suo posto: era il 1874. L'autorità di Tahzay non era indiscussa quanto quella del padre, e capi come Chihuahua, Ulzana, Skinya e Pionsenay presero ad agire per proprio conto.
Per un cambiamento politico, il governo degli Stati Uniti, decise nel 1876 di spostare i Chiricahuas nella riserva di San Carlos; nell'estate 1876, Tahzay, invitato a Washington insieme a una delegazione Apache, si ammalò e morì nella capitale statunitense, e suo fratello minore Naiche, benché sostenuto dal sempre autorevole Nahilzay, era troppo giovane per poter imporsi sui capi divenuti famosi in decine o anche centinaia di battaglie, sicché l'unità dei Chiricahuas fu disgregata.
Metà di loro si piegò alla richiesta ed accettò il trasferimento a San Carlos, mentre l'altra metà, unitasi ai Nednhi e Bedonkohe Ndendahe guidati da Juh e da Geronimo, scappò in Messico oppure cercò la protezione di Victorio, ormai capo principale dei Mimbreños, riconosciuto erede di Mangas Coloradas (che lo aveva scelto come genero, con ciò rendendolo anche cognato di Cochise) sia dagli Warm Springs Tchihende (la gente di Cuchillo Negro, alla quale lo stesso Victorio apparteneva) sia dai Coppermine Tchihende, gruppo direttamente facente capo all'astuto e prudente Loco.
Victorio, inoltre, godeva di un forte ascendente anche sui Mescaleros, sia per la propria fama di intrepido guerriero, grande condottiero e uomo giusto e leale, sempre attento al bene del suo popolo, sia per l'amicizia con diversi capi Mescaleros, e in particolare con Caballero (forse suo cognato, giacché una figlia di Mangas Coloradas era stata data come moglie a un capo Mescalero), sia per il rapporto stabilito coi Mescaleros dal suo più fidato luogotenente, l'anziano ma sempre bellicoso e infaticabile Nana, il quale aveva una moglie Mescalero, sicché i Mescaleros furono sempre ben disposti a unirsi ai Mimbreños per battersi al fianco e agli ordini di Victorio.
Nel 1871-1872 Victorio aveva mostrato disponibilità a un accordo coi bianchi, accettando l'istituzione di una riserva per i Mimbreños a Ojo Caliente o anche il trasferimento nella riserva di Tularosa, insieme ai Mescaleros, ma la tregua aveva funzionato con molte difficoltà (tanto che, nel 1874 circa, in occasione di un concilio convocato dal capo Mescalero Carnoviste, col capo Mescalero Alsate, il Lipan Avispa Colorada e altri, lo stesso Victorio promosse un'alleanza coi Comanche poi estesa anche ai Kiowa), fino a quando, in un clima di costante tensione, pace armata e frequenti incidenti i Mimbreños subirono diversi attacchi nel 1876 (e in particolare - il 4 settembre 1876 -, quello di una compagnia del 9º cavalleggeri e un reparto di scouts Navaho che assalirono il villaggio dello stesso Victorio); le manovre dei bianchi per allontanare gli Apache dalle terre migliori (pesantemente influenzate dal cosiddetto "Tucson Indian Ring") impostarono una strategia che sfociò in un trattato che prevedeva lo spostamento dei Mimbreños nella riserva di San Carlos, insieme ai Chiricahuas, ai Coyoteros (bande Eastern e Western Whitemountain e Cibecue), e agli Ndendahe (Nednhi di Juh e Bedonkohe di Geronimo), mentre i Mescaleros settentrionali (Sierrablanca di Santana, Cadete, Roman, Nautzili, e Sacramento di Caballero e San Juan) venivano concentrati intorno a Fort Stanton, i Mescaleros meridionali (Guadalupe di Carnoviste e Limpia di Alsate) ancora si aggiravano liberi nel Big Bend texano, i Gileños (bande Aravaipa di Eskiminzin e Pinaleño di Capitan Chiquito) venivano nuovamente concentrati lungo il Rio San Pedro dopo il massacro di Camp Grant (28 aprile 1871), e i Tontos, già concentrati sul Rio Verde, venivano deportati a San Carlos.
Dopo alcuni mesi trascorsi nella riserva (piuttosto, una sorta di campo di concentramento) di San Carlos, Victorio, insieme a Loco, lasciò la riserva (2 settembre 1877), riunendo un gruppo di circa 310 Apache (in prevalenza Mimbreños e per il resto Chiricahuas e Ndendahes); inseguiti dai collaborazionisti Coyoteros, al comando di Diablo, dal 10º cavalleggeri e dai Texas Rangers, e avendo subito perdite in diversi scontri, circa 250 Apache si arresero a Fort Wingate, ma Victorio, arresosi nel frattempo anche Loco, si consegnò soltanto nel febbraio 1878, trascorrendo la primavera - estate a Ojo Caliente. Nell'ottobre 1878, però, i militari (9º cavalleggeri) furono inviati a Ojo Caliente per provvedere nuovamente alla deportazione dei Mimbreños a San Carlos: Loco fu arrestato e preso come ostaggio e Nana (sposato con una donna Mescalero) si rifugiò con la sua gente nella riserva Mescalero presso Fort Stanton, ma Victorio riprese la guerra.
Il capo tchihende si consegnò a Fort Stanton nel febbraio 1879, ma nell'estate fu riesumata contro di lui una vecchia accusa per furto di cavalli, e nell'agosto egli abbandonò nuovamente la riserva (21 agosto 1879), riparando nel Messico con circa 450 Apache (Mimbreño, Mescalero, Chiricahua e persino Lipan), tra i quali forse soltanto 75 guerrieri. Ebbe inizio, così, quella sarebbe stata definita "la guerra di Victorio". Mentre nuove truppe venivano inviate contro di lui, il grande capo Mimbreño ottenne una lunga serie di successi, operando scorrerie in larga parte del sud-ovest e tenendo in scacco i militari, evitando ripetutamente la cattura e infliggendo alle truppe statunitensi e a quelle messicane pesanti perdite; tra l'altro, uscì vincitore da un furioso combattimento nel Las Animas Canyon (18 settembre 1879).
Grazie alla sua capacità tattica e allo straordinario ascendente esercitato sui guerrieri Apache, l'esercito degli Stati Uniti venne ridotto alla disperazione dalle continue azioni lampo dei guerrieri di Victorio. Nel 1880, sulla riva del Rio Palomas nel Black Range, il nascondiglio di Victorio venne assalito da un reparto del 9º cavalleria rinforzato da un contingente di 60 o 70 scouts (23-25 maggio 1880), e parecchi uomini, donne e bambini furono uccisi prima che soldati e scouts fossero costretti a ritirarsi a causa della mancanza di acqua.
Quando Victorio fece nuovamente la sua comparsa in Texas gli Statunitensi diedero il via alla più grande caccia agli Apache che si fosse mai vista nelle zone del Sud-Ovest, impiegando fino a 4 000 uomini (compresi i valorosi "Buffalo Soldiers" del 9º e del 10º Cavalleria, gli sperimentati bianchi del 6º Cavalleria e i Texas Rangers, nonché reparti volontari) e arrivando a coordinarsi con le truppe messicane, ma Victorio, con una serie di brillantissime manovre militari, riuscì a farsi ripetutamente beffe delle forze, infinitamente superiori, impegnate contro il suo manipolo di guerrieri Mimbreño e Mescalero (questi ultimi al comando del suo alleato Caballero, evaso dalla riserva di Fort Stanton): dopo diversi scontri brillantemente conclusi presso il Percha River (Rio Puerco), nei San Mateos Mountains e presso l'Animas River, Victorio diede ulteriore prova delle sue capacità tattiche affrontando i militari in un canyon presso Aleman's Wells, nei San Andres Mountains a ovest delle White Sands (3 febbraio 1880), poi (7 aprile 1880) a Hembrillo Canyon, sempre nei San Andres Mountains, e infine attraversando ripetutamente il Rio Grande pur dopo essere stato intercettato e respinto, con 60 guerrieri, a Quitman Canyon (30 luglio 1880).
Nell'autunno 1880 Victorio pose il campo a Tres Castillos, un massiccio montuoso in territorio messicano non lontano dal Rio Grande e ben noto ai Mescaleros, e inviò Nana e Mangus con un buon nerbo di guerrieri, a procurarsi munizioni, delle quali gli Apache erano rimasti a corto, ma il 9 ottobre 1880 soverchianti forze messicane, al comando del col. Joaquin Terrazas (fratello del governatore del Chihuahua, Luis Terrazas), del col. Adolfo J. Valle, del col. Juan Mata Ortiz e di Rodrigo Garcia, condotte al rifugio dai Tarahumara, ostili agli Apache, circondarono Tres Castillos e assalirono il campo e, nonostante la furiosa difesa opposta dalla gente di Victorio con le armi bianche, ebbero il sopravvento, facendo strage dei difensori: morirono in battaglia 86 Apache e lo stesso Victorio fu ucciso da una fucilata sparatagli dallo scout Tarahumara Mauricio Corredor.
Geronimo (probabilmente il guerriero apache più conosciuto di quel periodo, ma certamente non superiore ad altri, come Victorio o Juh, la cui brevissima permanenza nelle riserve non consentì, a fotografi, giornalisti e curiosi di ogni specie, di trasformarli in personaggi da best seller), apparteneva agli Apache Bedonkohe Ndendahe, e la sua storia è la storia tipica di altre tribù e dei loro capi. Nella primavera del 1877 i militari statunitensi catturarono Geronimo e lo portarono alla riserva di San Carlos. Restò lì fino al settembre 1881, quando un insieme di soldati accampati attorno alla riserva gli fece nascere il timore di poter essere imprigionato per i fatti precedenti. Fuggì nuovamente in Messico, portando con sé 700 Apache. Nell'aprile dell'anno seguente Geronimo tornò a San Carlos con cavalli ed armi, liberò il rimanente degli Apache, portando molti di loro in Messico.

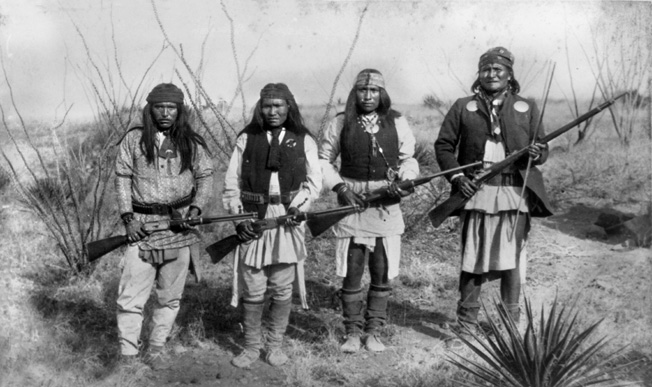
Geronimo (primo a destra) ed i suoi guerrieri il 27 marzo 1886 prima di incontrare il generale Crook

Nella primavera del 1883 il generale George Crook fu messo in carica nelle riserve di Arizona e Nuovo Messico. Con 200 Apache si trasferì in Messico, trovò il campo di Geronimo e lo convinse a ritornare nella riserva di San Carlos. Crook fece parecchie riforme nella riserva; ma i giornali locali lo criticarono aspramente per il suo essere troppo indulgente demonizzando nel contempo Geronimo. Il 17 maggio 1885 Geronimo, sotto l'intimidazione della richiesta di morte stampata nei giornali locali, dovette nuovamente fuggire in Messico.
Nella primavera del 1886 Crook andò alla ricerca di Geronimo, e lo catturò appena oltre il confine con il Messico. Alcune testimonianze riportano che mentre stavano incontrandosi per negoziati, a molti Apache furono date bevande alcooliche molto forti e si alimentarono le chiacchiere di un proprietario di ranch locale circa una condanna gravante su Geronimo. Geronimo e il suo gruppo fuggirono e Crook non riuscì a raggiungerli. Il Dipartimento della Guerra degli Stati Uniti riprese Crook per il fallimento ed egli si dimise. Fu sostituito dal brigadiere generale Nelson Miles nell'aprile del 1886.
Miles impiegò oltre due dozzine di punti eliografici, coordinando 5 000soldati, 500 scout apache, 100 scout navajo e migliaia di miliziani civili contro Geronimo ed i suoi ventiquattro guerrieri. Geronimo fu trovato nel settembre 1886 dal tenente Gatewood e convinto a consegnarsi dal generale Miles. Geronimo e molti altri Apache (compresi molti scout) furono inviati a Fort Marion in Florida. Molti morirono qui. I bambini apache furono portati alla Carlisle Industrial Indian School in Pennsylvania, e cinquanta di essi vi morirono. Nel corso dei ventisei anni successivi ad alcuni Apache deportati in Florida fu consentito di ritornare nel Sudovest, ma Geronimo fu detenuto nella base di Fort Still in Oklahoma. Si potrebbero raccontare storie simili a quelle di Victorio e di Geronimo per molti altri gruppi apache.